# Pheidole debilis
Pheidole debilis được Longino, J. T. phát hiện và mô tả vào năm 2009.